# Фламмарьон (озеро)
Фламмарьон (фр. Lac Flammarion) — вулканическое озеро на острове Бас-Тер.
Озеро расположено на высоте 1103 м. Размер водоёма — 90 на 70 м, площадь водной поверхности около 5000 м²[страница не указана 406 дней].
Озеро заполняется осадками, количество которых достигает 8000 мм в год. Вода кислотная, с pH от 4,5 до 5. Температура колеблется от 18 до 19 °C.
В водах Фламмарьона нет растительности, но на его берегах произрастают виды, предпочитающие кислые почвы, в том числе эндемик Гваделупы Juncus guadeloupensis[страница не указана 406 дней].
Название озеру дал альпинист Камилл Тьонвиль в честь астронома Камиля Фламмариона.